# Rescue Me (serie de televisión)
Rescue Me (Rescátame en Latinoamérica y Equipo de rescate en España) es una serie de televisión estadounidense que se estrenó en la cadena FX el 21 de julio de 2004.
La serie se centra en las vidas profesionales y personales de un grupo de
bomberos de Nueva York, Escalera 62/Máquina 99. La trama sigue principalmente bombero veterano Tommy Gavin y su problemática familia, también trata temas de la vida real, ya sea lo traumático que significa haber estado en los atentados del 11 de septiembre de 2001.
Tommy tiene que luchar con su adicción al alcohol y a la pérdida de su primo y mejor amigo, Jimmy Keefe, quien murió el 11 de septiembre de 2001, y que con frecuencia visita a Tommy en sus visiones. En el episodio piloto, Tommy y su esposa ya se han separado. 
Tommy siempre está de mal humor, es autodestructivo, hipócrita, manipulador y está enganchado al alcohol.
Rescue Me fue creado por Denis Leary y Peter Tolan, que también trabajan como productores ejecutivos y escritores, y es producido por las empresas Cloudland, Apóstol, DreamWorks Television y Sony Pictures Television.
Se anunció el 28 de agosto de 2009 que FX decidió poner fin a la serie en 2011 después de siete temporadas y 93 episodios. El episodio final se emitió el 7 de septiembre de 2011.